# Shannonomyia cerbereana
Shannonomyia cerbereana är en tvåvingeart som beskrevs av Alexander 1946. Shannonomyia cerbereana ingår i släktet Shannonomyia och familjen småharkrankar.
Artens utbredningsområde är Ecuador. Inga underarter finns listade i Catalogue of Life.